# Korčula (Stadt)
Korčula [ˈkɔːrtʃula] (italienisch Curzola, lateinisch Corcyra Nigra, griechisch Korkyra Melaina) ist eine kroatische Hafenstadt auf der Insel Korčula.

## Geschichte
Die Stadt wurde von Griechen, Römern, Illyrern, Kroaten und Venezianern geprägt. Die ältesten Gebäudereste von Korčula sind Fragmente mit Weidenornamenten aus dem 10. bis 11. Jahrhundert. Die Kroaten, die die Stadt im 9. Jahrhundert besiedelten, nannten sie Krkar oder Karkar. 1001 geriet Korčula erstmals unter die Herrschaft von Venedig, anschließend herrschten die Zahumlje über die ganze Insel und dann kroatisch-ungarische Könige. Im Jahr 1256 eroberte die Republik Venedig Korčula zurück.
Das Dokument zur Stadtgründung stammt aus dem 13. Jahrhundert. Im Jahr 1298 gab es Kämpfe zwischen Venezianern und Genuesen in den Gewässern vor der Stadt. Die Venezianer mit Marco Polo erlangten bei dieser Seeschlacht die vollständige Hoheit über Korčula. Marco Polo wurde einer der bedeutendsten Bewohner, dessen Spuren noch im 21. Jahrhundert gut zu erkennen sind.
Im Jahr 1301 gründete sich in Korčula eine Diözese und die Kirchengemeinde Allerheiligen entstand. Weitere Gemeinden wie St. Rocco (Ende 16. Jahrhundert), Unsere Liebe Frau vom Gürtel - St. Mihovil (Anfang 17. Jahrhundert) entwickelten sich und bauten sich Gotteshäuser.
Im folgenden Zeitraum (Mittelalter) wurde die Stadt massiv ausgebaut. Im Inneren verliefen alle Verkehrswege im Fischgratmuster, vom Zentrum um die San-Marcus-Kathedrale ausgehend. Die klar strukturierte Anlage stellt eine Besonderheit in Europa dar. Wohnbauten, Kirchen und kommunale Einrichtungen entstanden auf genau definierten Grundstücken. Alle Bauten sind vielfach mit Schmuck-Fenstern, Türen, architektonisch gelungenen Ecklösungen und mit Zierelementen wie den Wappen der Eigentümer versehen und hauptsächlich im Stil der Spätgotik und Renaissance ausgeführt. Als Hauptbaustoff dienten Steine von der Insel Korčula.
Bis zum Ende der Republik Venedig behielten die Dogen die Hoheit über Korčula. Danach eroberten nacheinander Österreicher, Franzosen, Russen und Engländer den Stadtstaat. Vom Wiener Kongress 1815 bis 1918 gehörte Korčula zur k.u.k.-Monarchie Österreich-Ungarn. Erstmals übernahm nach den Kommunalwahlen im Jahr 1871 Rafo Arneri, ein Abgeordneter des dalmatinischen Parlaments, die Macht in der Stadt.
Vom Herbst 1918 bis 1941 war Korčula Teil des SHS-Staates, ab 1929 des Königreich Jugoslawien.
Im Zweiten Weltkrieg stand Korčula von 1941 bis 1943 unter italienischer Herrschaft und von Ende 1943 bis September 1944 unter deutscher Besatzung. Nach Kriegsende gehörte Korčula zur SFR Jugoslawien. Erst mit dem Zerfall von Jugoslawien wurde Korčula Bestandteil der neu gegründeten Republik Kroatien.
In der Stadt stehen vor allem Bauwerke der Architekten Karlić, Pomenić, Hranić-Dragošević und Andrijić. Der lange Einfluss der Venezianer ist an vielen Stellen deutlich erkennbar, häufig ist der Markuslöwe vertreten.
Obwohl mehrfach von neuen Herrschern übernommen, wurde die Stadt nie zerstört, so dass viele historische Bauten erhalten sind und unter Denkmalschutz stehen.

## Lage
Die Altstadt von Korčula liegt auf einer kleinen Halbinsel der Insel Korčula. Entlang des Hafens verlaufen die westlichen Stadtgrenzen zwischen zwei sichtbaren Wehrtürmen.

## Einwohnerentwicklung
Korčula hat in den 2010er Jahren über 5000 Einwohner und ist Mittelpunkt des kulturellen und touristischen Lebens der Insel.

## Sehenswürdigkeiten
In der Markuskathedrale ist das weltberühmte Altarblatt von Jacopo Tintoretto zu bewundern (Darstellung des hl. Markus mit den hll. Bartholomäus und Hieronymus).
In der Stadt ist das angebliche Geburtshaus Marco Polos zu besichtigen. Allerdings gibt es, trotz eigener anderslautender Angaben (Venedig) von Marco Polo in seinem Buch Il Milione traditionell in Kroatien dazu widersprechende Meinungen über den Ort seiner Geburt. Zum vermeintlichen Geburtsort Korčula, damals venezianisch, existieren jedoch keinerlei valide Belege.

## Traditionen
Seit dem 15. Jahrhundert wird in Korčula der Moriskentanz (Moreška) aufgeführt. Diese Tradition stammt ursprünglich aus Spanien und war im Mittelmeerraum weit verbreitet. Der Moriskentanz symbolisiert einen Kampf, der von den Heeren eines christlichen und eines Maurenkönigs um eine geraubte Frau ausgetragen wird. Nach einem durch sieben Tanzfiguren dargestellten Schwertkampf und einem dramatischen Dialog siegt der abendländische König und befreit seine Geliebte. Der Kampf wird von Marschmusik einer Blaskapelle begleitet. Die Moreška wird traditionell am 29. Juli, dem Tag des Märtyrers Theodor, aufgeführt.

## Söhne und Töchter der Stadt
- Dalibor Vačkář (1906–1984), Komponist
- Lovro Radonić (1928–1990), Wasserballspieler
- Boško Lozica (* 1952), Wasserballspieler

## Sonstiges
Der Roman Königin der Meere, das erfolgreichste Werk von Marianne Langewiesche, spielt in der Stadt und wurde von einem Aufenthalt der Autorin dort inspiriert.

## Fotos

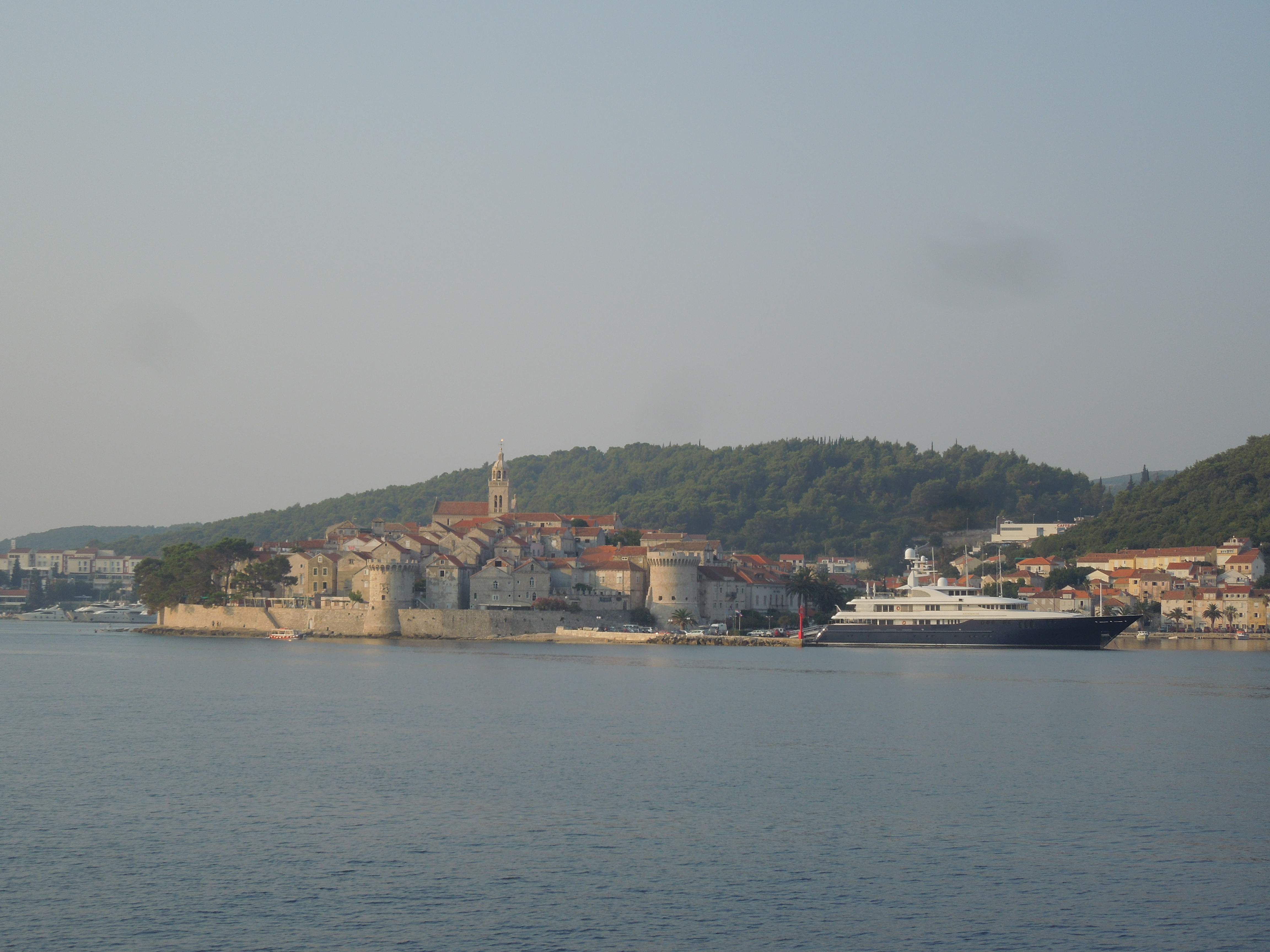
Altstadt und Hafen von Korčula
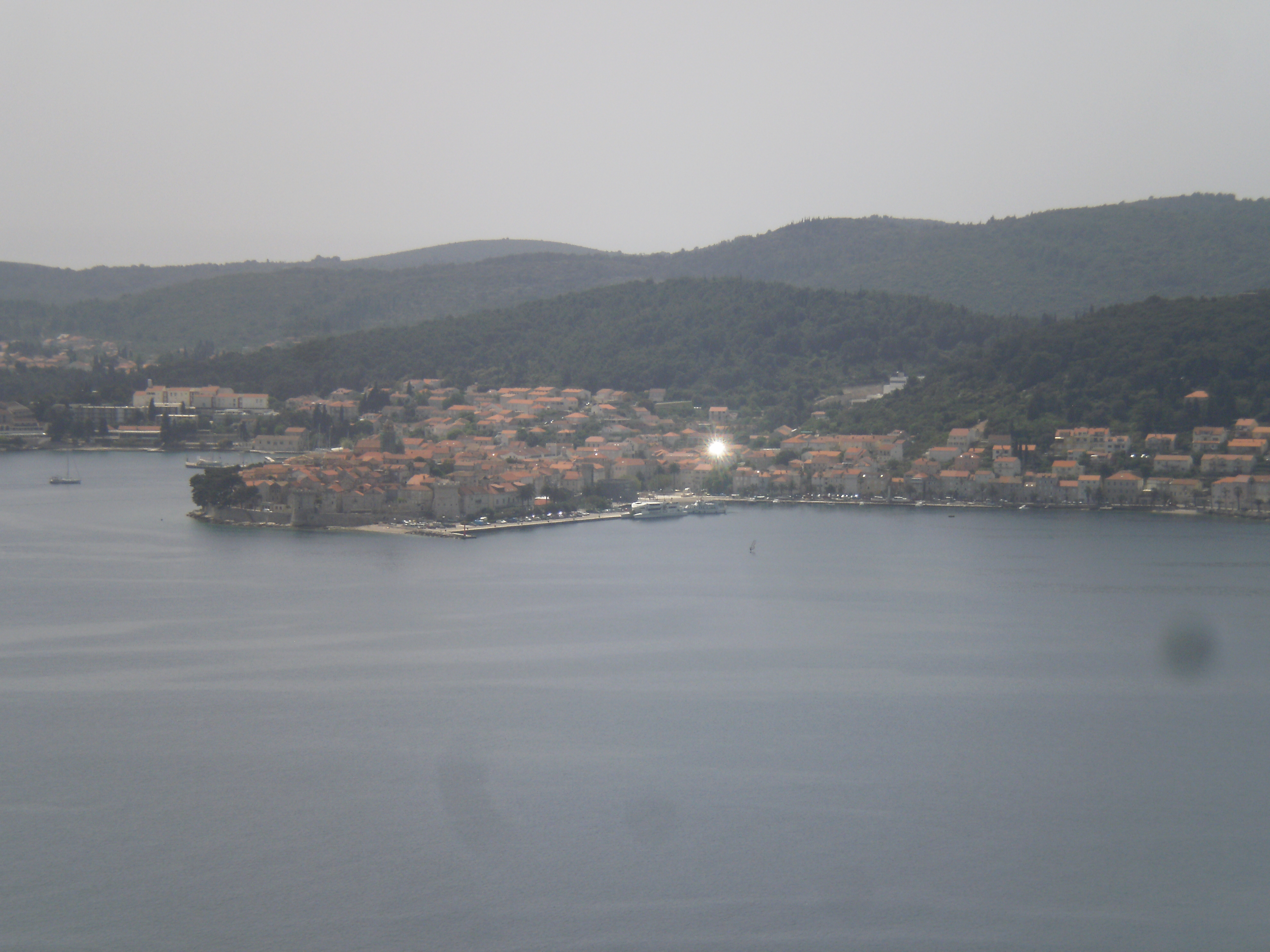
Panorama
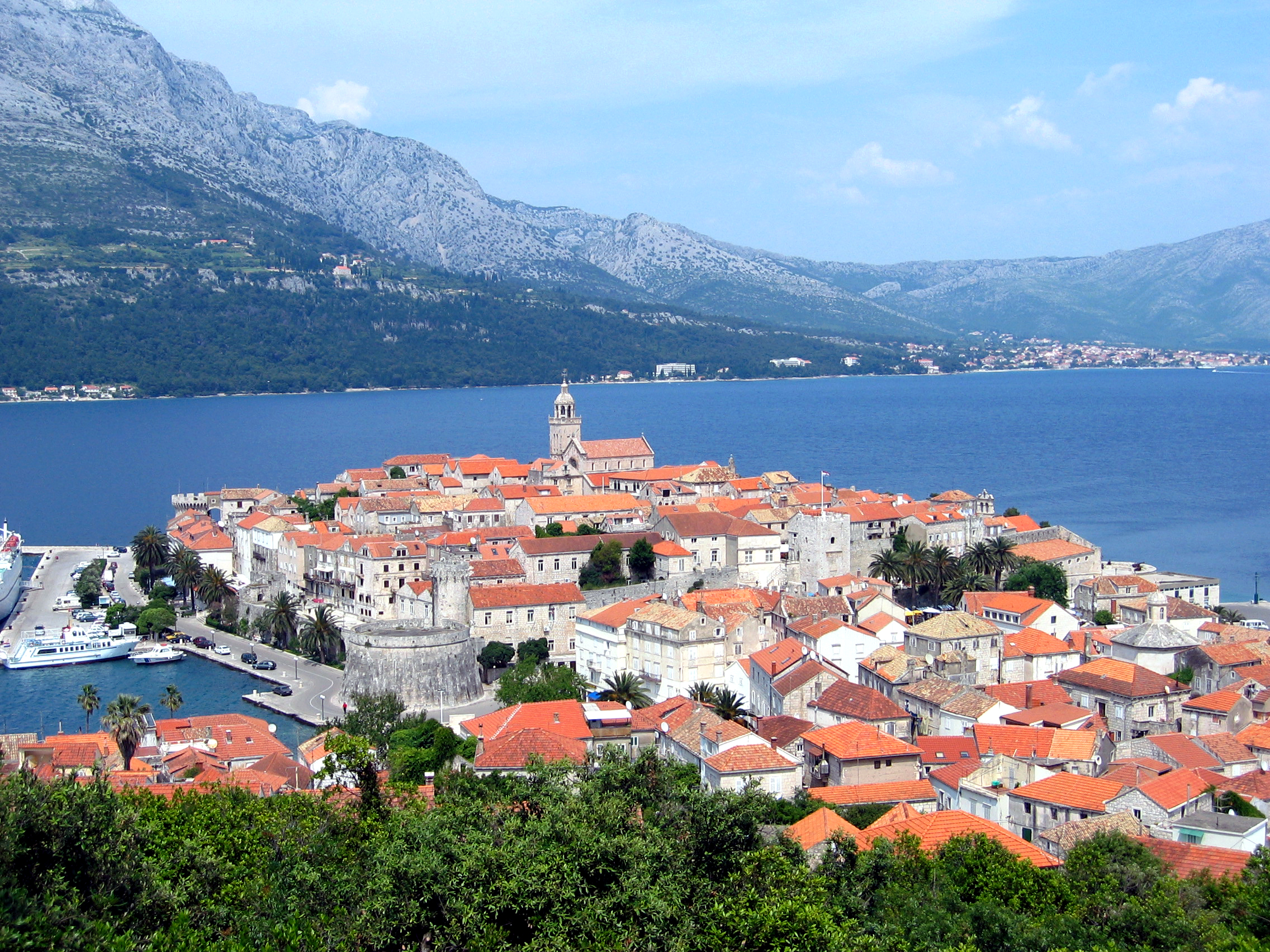
Blick auf die Altstadt von der Landseite
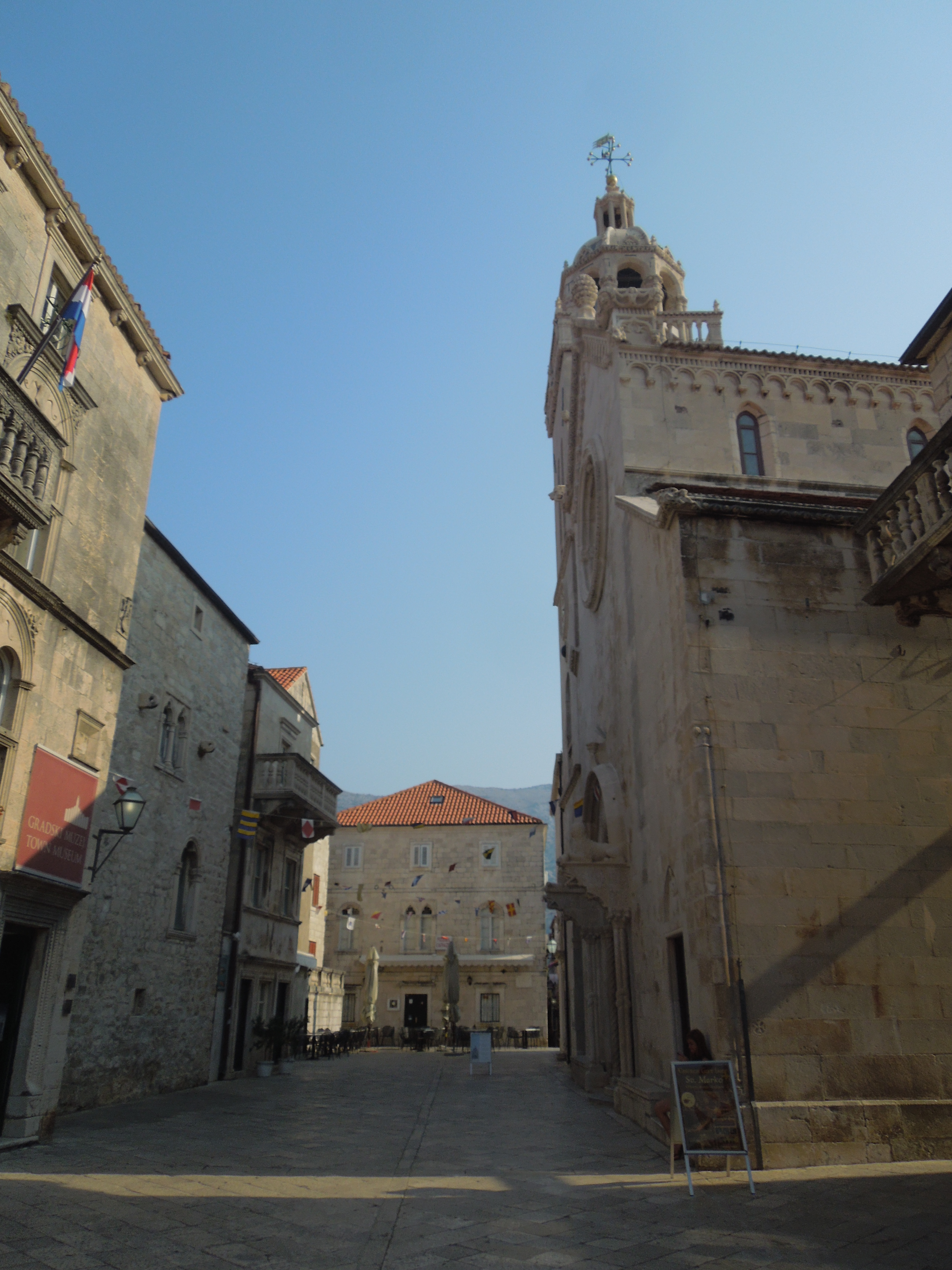
Markuskathedrale (rechts) und einstiger Gouverneurspalast (hinten)
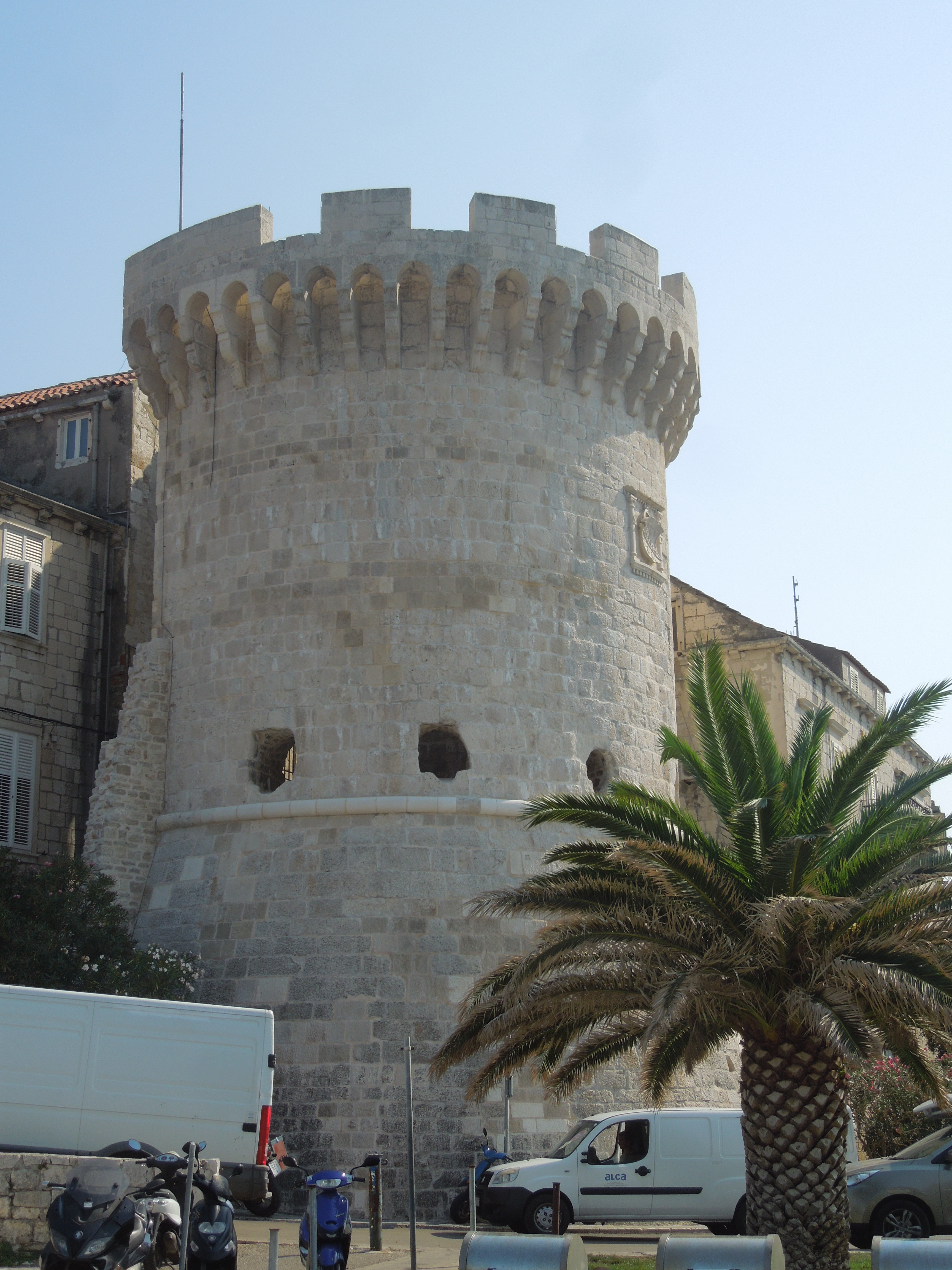
Wehrturm am Hafen
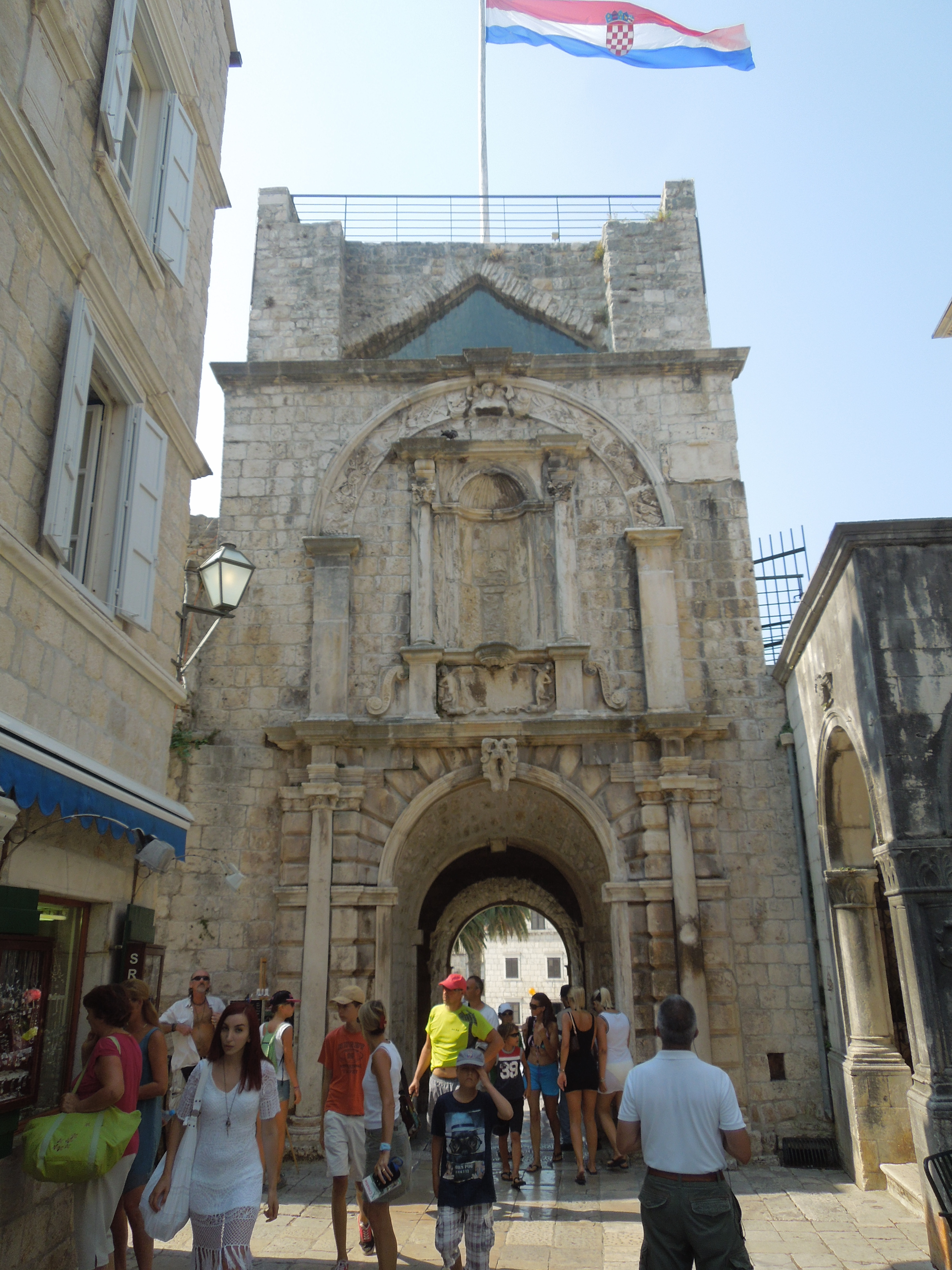
Historisches Stadttor zum Festland
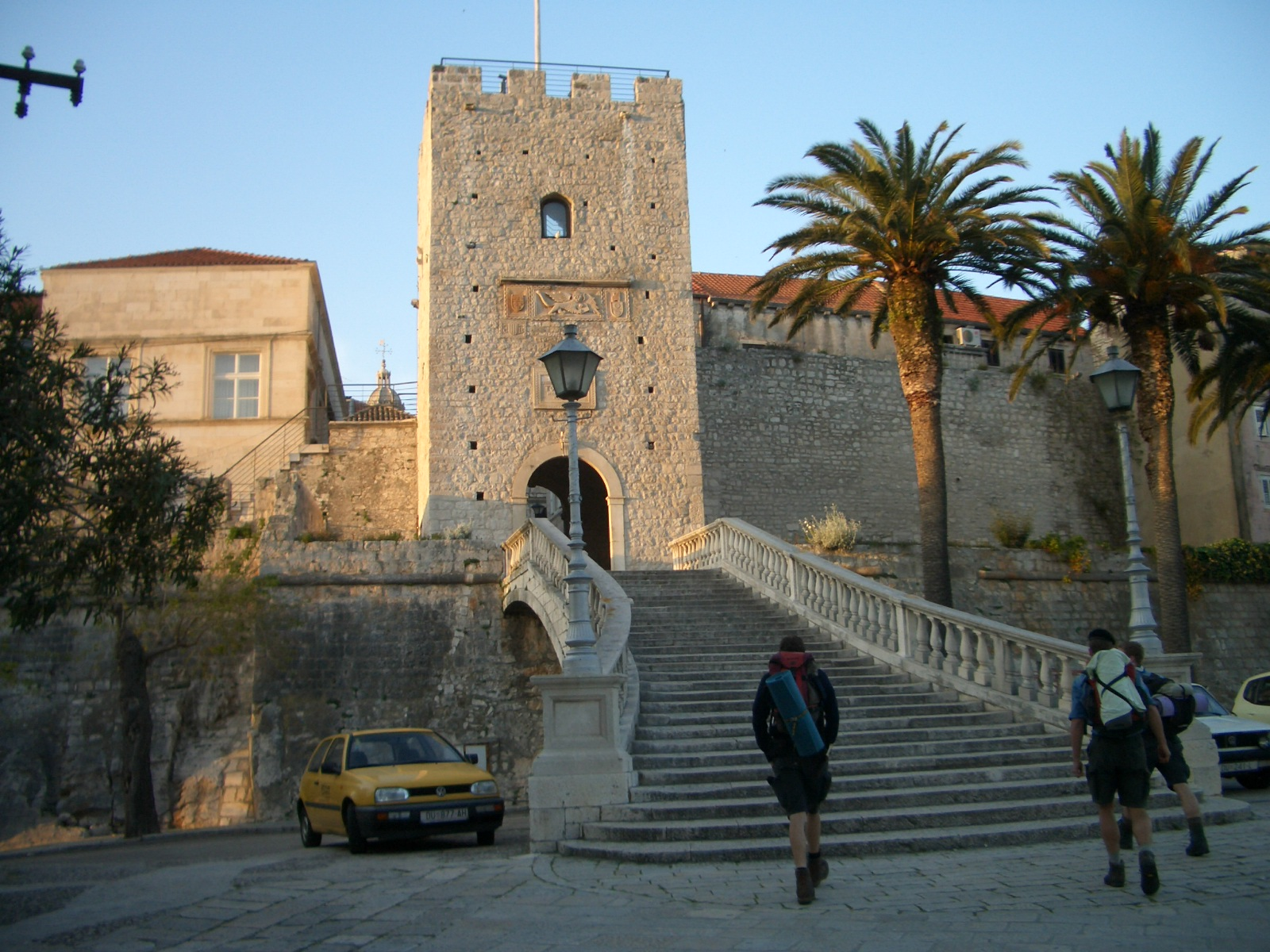
Historisches Stadttor (Landseite)
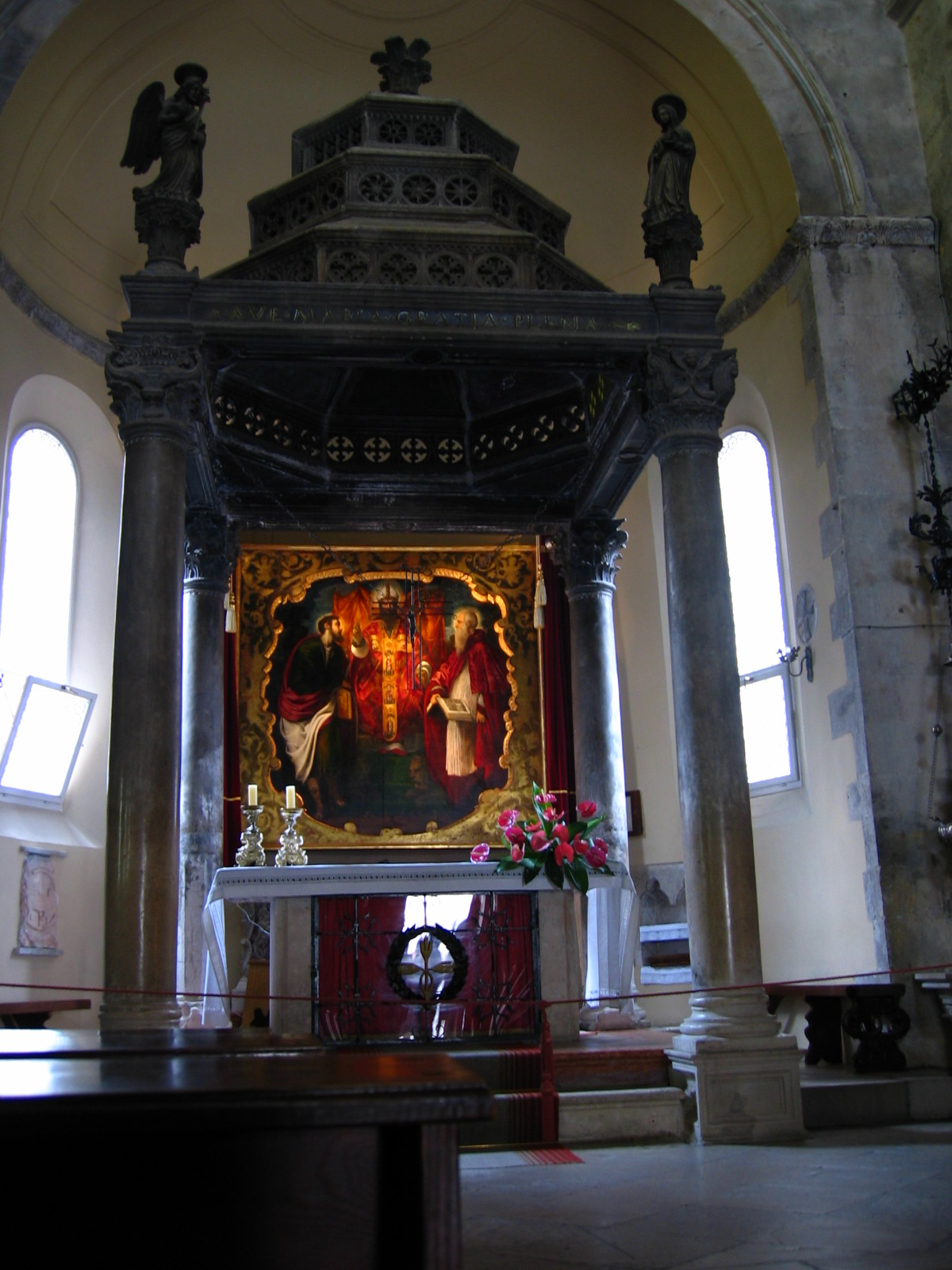
Altargemälde von Jacopo Tintoretto in der Markuskathedrale
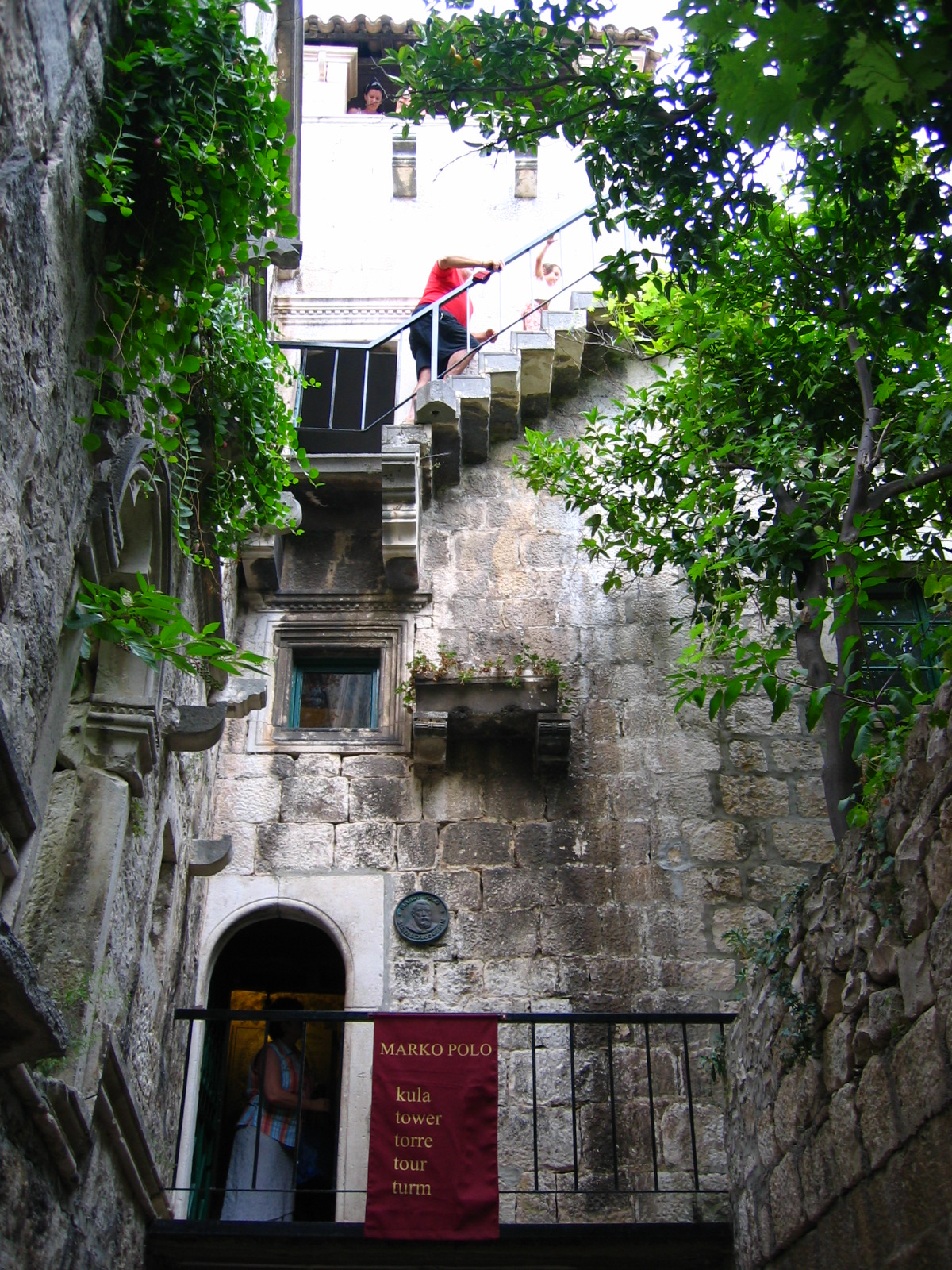
Marco Polos angebliches Geburtshaus
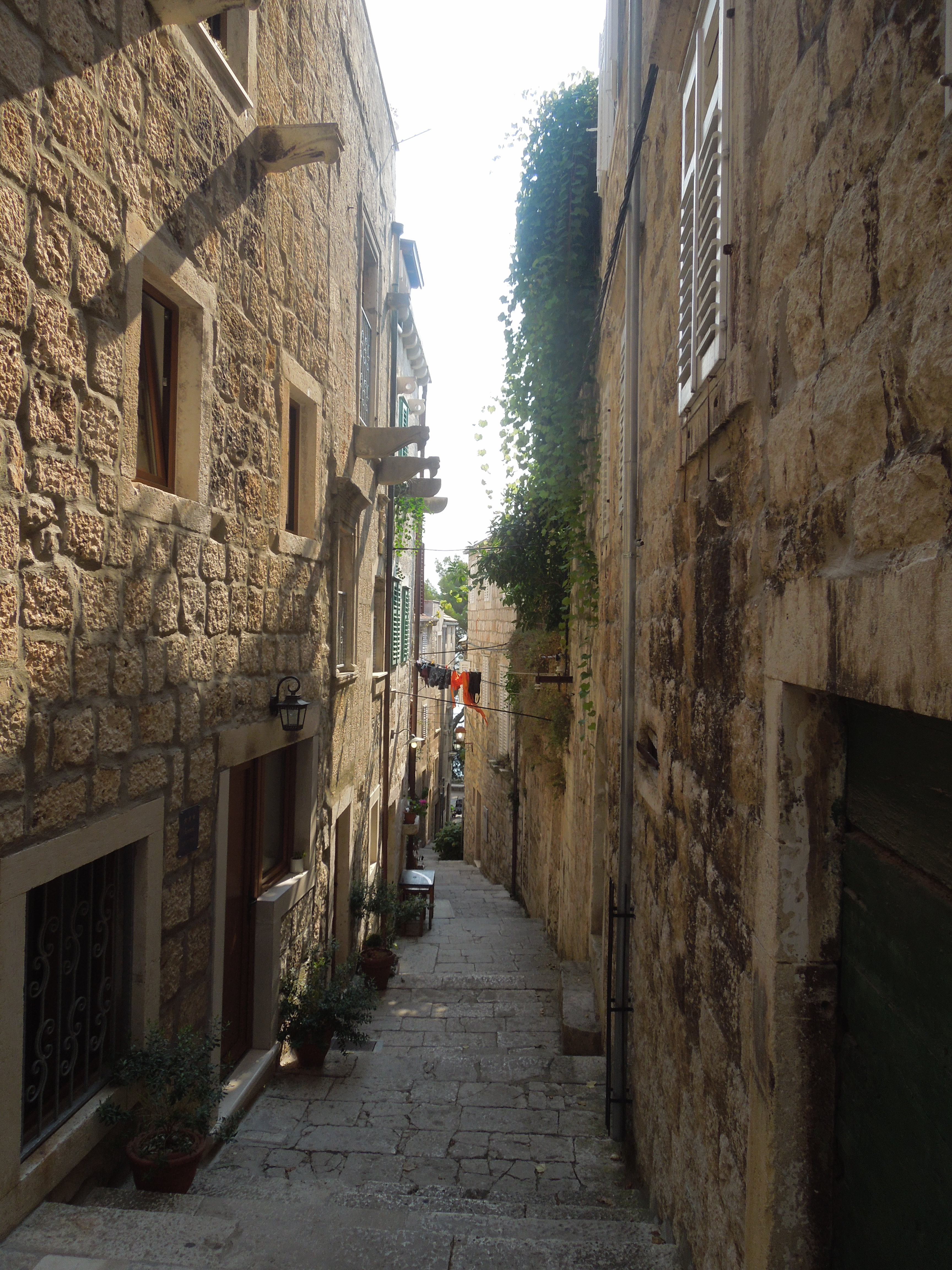
Straße in der Altstadt
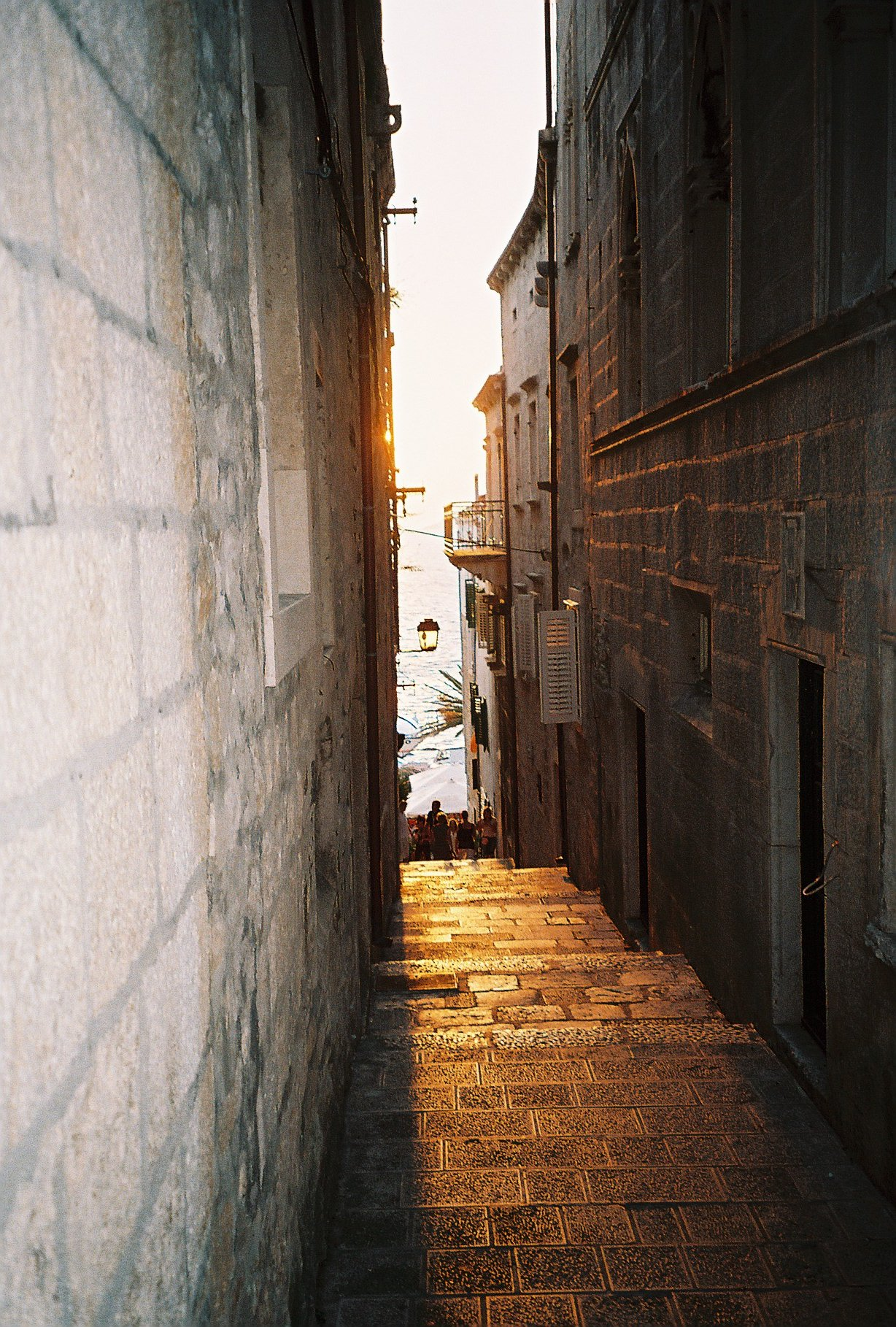
Straße in der Altstadt bei Sonnenuntergang
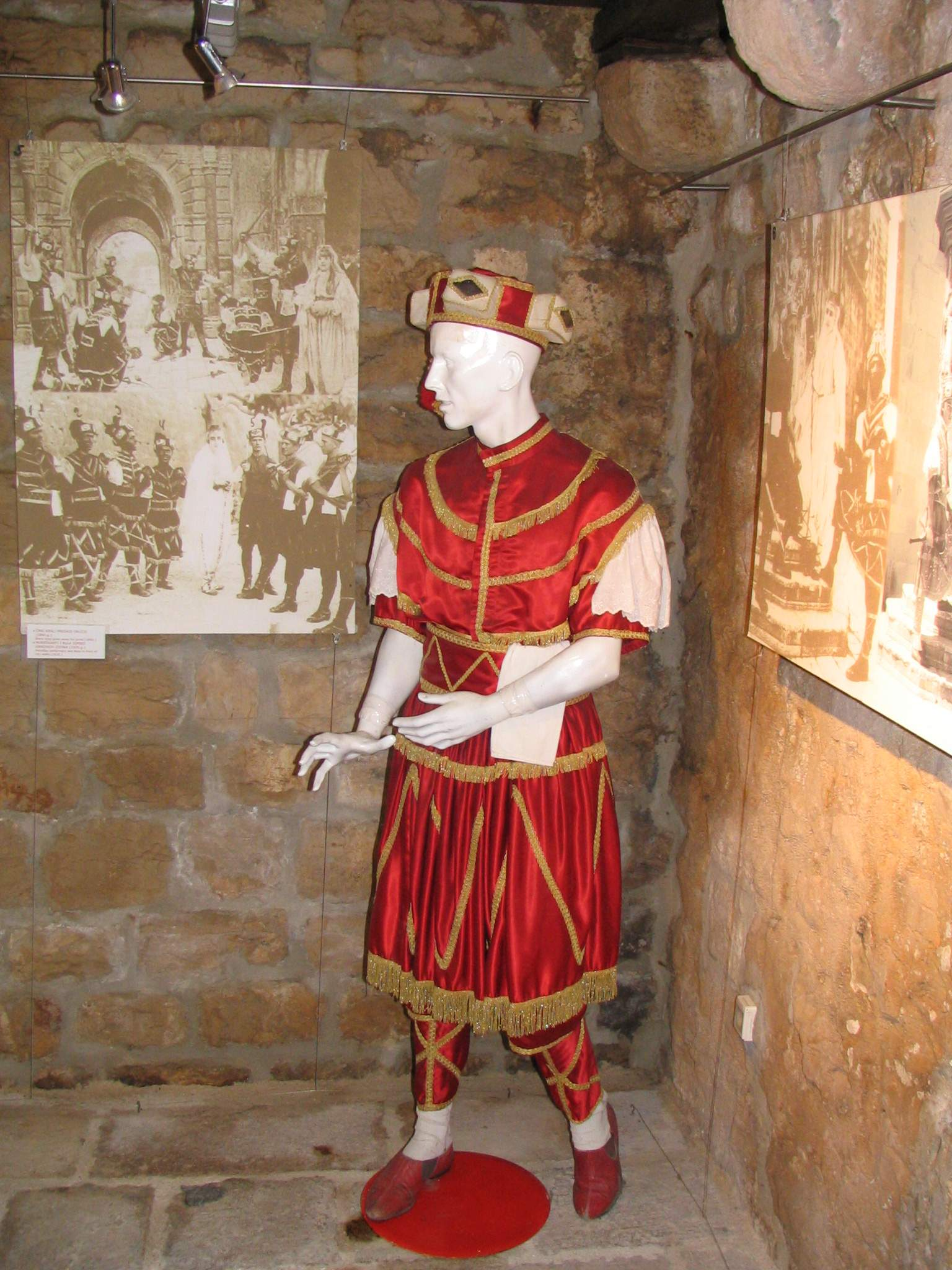
Moriskentracht